# Silvio Marzolini
Silvio Marzolini (4. října 1940 Buenos Aires – 17. července 2020) byl argentinský fotbalista. Hrával na pozici obránce. 
V dresu argentinské reprezentace hrál na dvou světových šampionátech, mistrovství v Chile roku 1962 a mistrovství v Anglii roku 1966. Na anglickém šampionátu byl federací FIFA zařazen i do all-stars týmu. Celkem za národní tým odehrál 28 utkání a vstřelil jeden gól.